# Acanthochondria epachthes
Acanthochondria epachthes är en kräftdjursart som först beskrevs av C. B. Wilson 1908.  Acanthochondria epachthes ingår i släktet Acanthochondria och familjen Chondracanthidae. Inga underarter finns listade i Catalogue of Life.